# Little Inferno
Pour les articles homonymes, voir Inferno.
Little Inferno est un jeu vidéo indépendant réalisé par Kyle Gabler, Kyle Gray et Allan Blomquist de Tomorrow Corporation et sorti novembre 2012.

## Système de jeu
Heureux possesseur d'un tout nouveau Little Inferno Entertainment Fireplace, une cheminée personnelle commercialisée par la Tomorrow Corporation, le joueur est invité à brûler des objets afin de gagner de l'argent pour acheter de nouveaux objets à brûler à leur tour. Des catalogues supplémentaires sont proposés à la vente, permettant d'élargir le choix d'objets, de plus en plus onéreux. Le joueur enchaîne alternativement acquisitions et combustions, réceptionnant occasionnellement des lettres commerciales de la Tomorrow Corporation, des bulletins météorologique et les mots d'une mystérieuse correspondante.

## Commercialisation
Le jeu est sorti en novembre 2012 pour Wii U (Amérique) et Windows au prix de 15 $. Des versions iOS, OS X et Gnu/Linux sont également disponibles. Le jeu fait aussi partie de la sélection de ludiciels offerts au lancement de la Nintendo Switch le 3 mars 2017.

## Accueil
- Canard PC : « [...] étrange exercice de style tout à la fois mignon, barré, drôle et glauque. » (PC)[2] - 9/10 (iOS)[3]
- IGN : 5/10[4]
- Jeuxvideo.com : 12/20 (PC)[5] - 12/20 (Wii U)[6] - 13/20 (iOS)[7]
- Joystiq : 4/5[8]